# Psáry
Psáry är en by och en kommun i Tjeckien. Den ligger i regionen Mellersta Böhmen, i den centrala delen av landet, 18 km söder om huvudstaden Prag. Psáry ligger 323 meter över havet och antalet invånare är 3 751 (2016).
Terrängen runt Psáry är platt åt nordost, men åt sydväst är den kuperad. Runt Psáry är det ganska tätbefolkat, med 100 invånare per kvadratkilometer. Närmaste större samhälle är Prag, 18,1 km norr om Psáry. I omgivningarna runt Psáry växer i huvudsak blandskog.
Trakten ingår i den hemiboreala klimatzonen. Årsmedeltemperaturen i trakten är 8 °C. Den varmaste månaden är augusti, då medeltemperaturen är 20 °C, och den kallaste är januari, med −6 °C. Genomsnittlig årsnederbörd är 944 millimeter. Den regnigaste månaden är juni, med i genomsnitt 126 mm nederbörd, och den torraste är mars, med 38 mm nederbörd.